# راشيد ماهالباشيتش
راشيد ماهالباشيتش مواليد 7 نوفمبر 1990 في سلوفينيا، جمهورية يوغوسلافيا الاشتراكية الاتحادية، هو لاعب كرة سلة نمساوي. بدأ مسيرته الاحترافية في سنة 2006. يلعب في الدوري الإسباني لكرة السلة كلاعب وسط. يحمل الرقم 26. يبلغ طوله 6 قدم 11 بوصة (2.1 م).

## المسيرة الاحترافية
لعب مع فنربخشة لكرة السلة في الدوري التركي في موسم 2010–2011، ثم لعب مع زلاتوروج لاشكو في سنة 2012، ثم لعب مع أسكو غدينيا في موسم 2012–2013، ثم لعب مع نادي نيمبورك لكرة السلة في موسم 2013–2014، ثم لعب مع نيجني نوفغورود في الدوري الروسي في موسم 2015–2016.

## إحصائيات المسيرة

### الدوري الأوروبي
| السنة   | الفريق      | لعب | بدأ | دقيقة | ميداني% | ثلاثية | حرة  | ارتداد | صنع | استلاب | تصدي | نقطة | أداء |
| ------- | ----------- | --- | --- | ----- | ------- | ------ | ---- | ------ | --- | ------ | ---- | ---- | ---- |
| 2012–13 | أسكو غدينيا | 10  | 4   | 21.5  | .582    | .000   | .591 | 6.8    | 1.3 | .5     | .4   | 9.1  | 11.1 |
| المسيرة |             | 10  | 4   | 21.5  | .582    | .000   | .591 | 6.8    | 1.3 | .5     | .4   | 9.1  | 11.1 |

## روابط خارجية
- راشيد ماهالباشيتش على موقع الاتحاد الدولي لكرة السلة (الإنجليزية)
- راشيد ماهالباشيتش على موقع الدوري الأوروبي لكرة السلة (الإنجليزية)
- راشيد ماهالباشيتش على موقع الدوري الإسباني لكرة السلة (الإسبانية)
- راشيد ماهالباشيتش على موقع كرة السلة الأوروبية.كوم (الإنجليزية)
- راشيد ماهالباشيتش على موقع ريلجم (الإنجليزية)
- راشيد ماهالباشيتش على موقع بروبوليرز (الإنجليزية)
- راشيد ماهالباشيتش على موقع سبورتس رفرنس (الإنجليزية)